# Landkreis Schönebeck
Der Landkreis Schönebeck war ein Landkreis in der Mitte des Bundeslandes Sachsen-Anhalt. Am 1. Juli 2007 ist er im Rahmen der Kreisgebietsreform in Sachsen-Anhalt im neuen Salzlandkreis aufgegangen.
Nachbarkreise waren im Norden die kreisfreie Stadt Magdeburg und der Landkreis Jerichower Land, im Osten der Landkreis Anhalt-Zerbst, im Süden die Landkreise Köthen und Bernburg und im Westen der Landkreis Aschersleben-Staßfurt und der Bördekreis.

## Geographie
Große Flüsse im Landkreis Schönebeck waren die Elbe und die Saale.

## Wirtschaft
Vor 1990 gehörte Schönebeck zu den industriellen Zentren des Bezirks Magdeburg. Es dominierten neben dem Landmaschinenbau im ehemaligen Traktorenwerk unter anderem auch der Dieselmotorenbau und die chemische Industrie. Durch den industriellen Wandel nach der Wende und die damit verbundenen strukturellen Veränderungen in der Region gingen eine Vielzahl der Arbeitsplätze verloren. Mitte der 1990er-Jahre begann erneut eine positive Entwicklung industrieller Kerne. Dazu zählten beispielsweise der Spezialfahrzeugbau, die Automobilzulieferindustrie, die chemische Industrie und die Herstellung von Sport- und Jagdmunition. Seit dem Jahr 2006 entwickelte sich mit der InnoMed GmbH im ehemaligen Kurhotel von Bad Salzelmen ein Gründerzentrum für die Medizintechnik und die Rehabilitation.

## Geschichte
1816 entstand im Raum Schönebeck der Landkreis Calbe a./S. 1950 kam es in der DDR zu einer ersten Kreisreform. Im damaligen Land Sachsen-Anhalt wurde aus der bis dahin kreisfreien Stadt Schönebeck und dem Landkreis Calbe ein neuer Landkreis Schönebeck gebildet. Schönebeck wurde Kreisstadt, später Oberzentrum und Landratssitz für den Kreis. 1952 kam es zu einer weiteren Kreisreform, bei der unter anderem die Länder in der DDR aufgelöst wurden und durch Bezirke ersetzt wurden. Der Landkreis Schönebeck gab mehrere Gemeinden an die neuen Kreise Bernburg, Köthen und Staßfurt ab. Aus dem größten Teil des Landkreises wurde zusammen mit einigen Gemeinden der alten Landkreise Burg und Bernburg der Kreis Schönebeck gebildet, der dem neugebildeten Bezirk Magdeburg zugeordnet wurde.
Nach der Wiedervereinigung der beiden deutschen Staaten wurde der Kreis Schönebeck 1990 im wiedergegründeten Land Sachsen-Anhalt zum Landkreis Schönebeck. Bei der am 1. Juli 2007 erfolgten Kreisgebietsreform wurde der Landkreis Schönebeck mit dem Landkreis Aschersleben-Staßfurt und dem Landkreis Bernburg zum neuen Salzlandkreis vereinigt.

## Wappen
Blasonierung: „In Rot über einer fünfmal blau gewellten silbernen Deichsel eine silberne zinnenbewehrte Burgmauer, dahinter aufragend drei silberne zinnenbewehrte Türme, der mittlere Turm erhöht.“

## Städte und Gemeinden
(Einwohner am 31. Dezember 2006)
Einheitsgemeinden
1. Calbe (Saale), Stadt (10.874)
2. Förderstedt (5.814)

Verwaltungsgemeinschaften mit ihren Mitgliedsgemeinden
Sitz der Verwaltungsgemeinschaft *
| - 1. Verwaltungsgemeinschaft Elbe-Saale 1. Barby, Stadt * (4.445) 2. Breitenhagen (509) 3. Glinde (278) 4. Gnadau (535) 5. Groß Rosenburg (1.756) 6. Lödderitz (241) 7. Pömmelte (660) 8. Sachsendorf (313) 9. Tornitz (590) 10. Wespen (238) 11. Zuchau (339) - 2. Verwaltungsgemeinschaft Schönebeck (Elbe) 1. Plötzky (1.078) 2. Pretzien (938) 3. Ranies (378) 4. Schönebeck (Elbe), Stadt * (33.290) | - 3. Verwaltungsgemeinschaft Südöstliches Bördeland 1. Biere * (2.431) 2. Eggersdorf (1.240) 3. Eickendorf (1.143) 4. Großmühlingen (1.059) 5. Kleinmühlingen (640) 6. Welsleben (1.835) 7. Zens (288) |

## Gebietsveränderungen
Seit 1990 fanden im Landkreis Schönebeck viele Gebietsveränderungen statt.
Von den ursprünglich 5 Verwaltungsgemeinschaften bestanden bei der Auflösung des Landkreises noch 3 Verwaltungsgemeinschaften. In der gleichen Zeit verringerte sich die Anzahl der Gemeinden von 30 auf 24.

### Änderungen bei Verwaltungsgemeinschaften
- Eingliederung der Gemeinde Atzendorf aus der Verwaltungsgemeinschaft Östliche Börde in die Gemeinde Förderstedt in der Verwaltungsgemeinschaft Südliche Börde (10. März 2004)
- Bildung der Verwaltungsgemeinschaft Südöstliches Bördeland aus den Verwaltungsgemeinschaften Bördeland und Östliche Börde (30. September 2004)
- Bildung der Verwaltungsgemeinschaft Elbe-Saale aus den Verwaltungsgemeinschaften Elbe-Saale-Winkel und EL-SA-TA-L (1. Januar 2005)
- Auflösung der VG Südliche Börde – Eingliederung der Mitgliedsgemeinden in die Gemeinde Förderstedt, die zur Einheitsgemeinde wird (18. Mai 2006)

### Änderungen auf Gemeindeebene
- Auflösung der Gemeinden Trabitz und Schwarz – Eingliederung nach Calbe (1. April 1994)
- Auflösung der Gemeinden Pechau und Randau-Calenberge – Eingliederung nach Magdeburg (1. Juli 1994)
- Auflösung der Gemeinde Löbnitz (Bode) – Eingliederung nach Förderstedt (29. Januar 2004)
- Auflösung der Gemeinde Atzendorf – Eingliederung nach Förderstedt (10. März 2004)
- Auflösung der Gemeinden Brumby und Glöthe – Eingliederung nach Förderstedt (18. Mai 2006)

### Namensänderungen
- von Klein Mühlingen zu Kleinmühlingen (1. Januar 1998)

## Kfz-Kennzeichen
Anfang 1991 erhielt der Landkreis das Unterscheidungszeichen SBK. Es wurde bis zum 30. Juni 2007 ausgegeben. Aufgrund der Kennzeichenliberalisierung ist es seit dem 27. November 2012 im Salzlandkreis erhältlich.